# Berkovica
Berkovica – wieś w Bośni i Hercegowinie, w Federacji Bośni i Hercegowiny, w kantonie tuzlańskim, w gminie Lukavac. W 2013 roku liczyła 666 mieszkańców, z czego większość stanowili Boszniacy.